# Дамбала

Веве Дамбалы

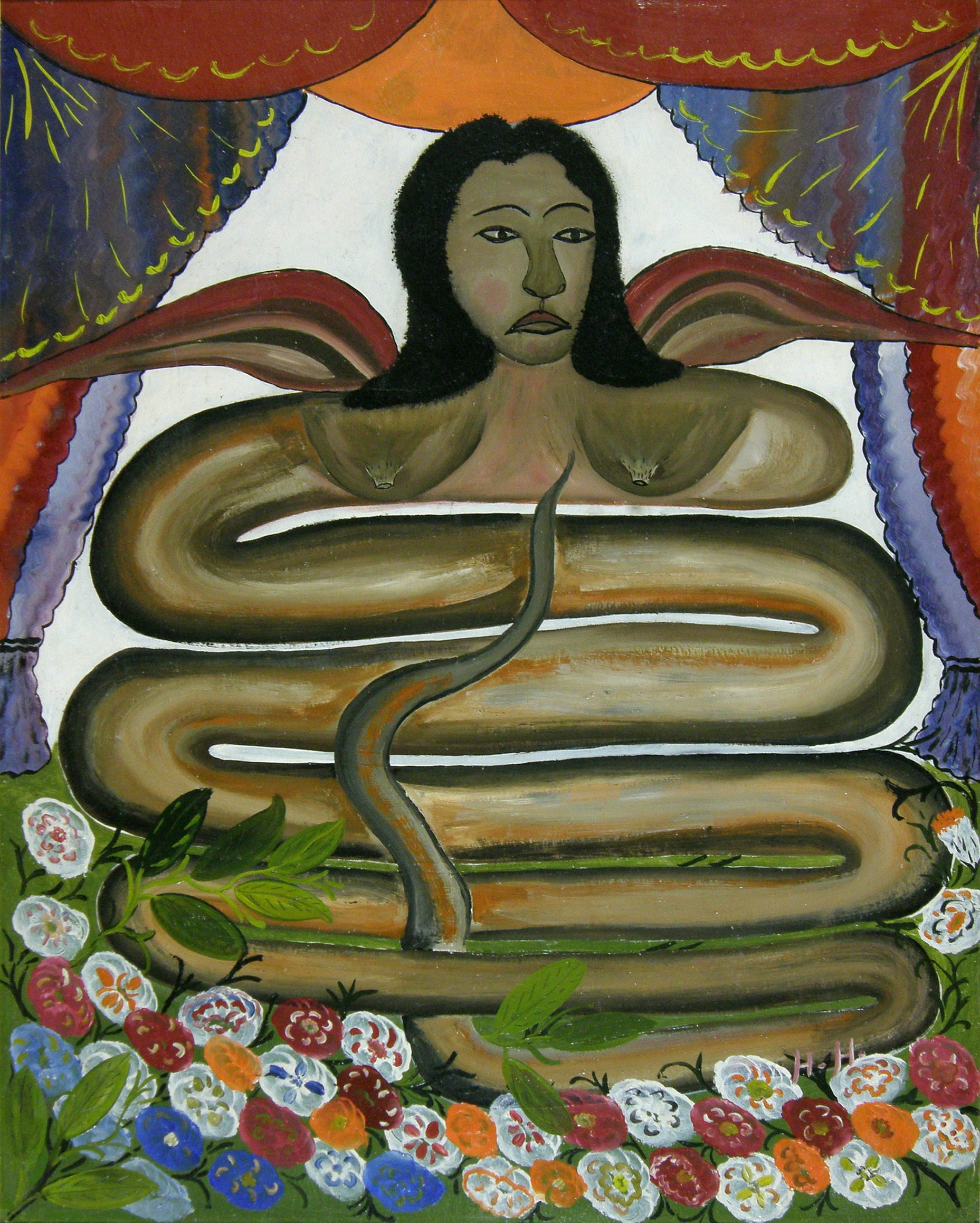
Damballah La Flambeau гаитянского художника Гектора Хипполите.

Дамбала, Дамбалла — в религии вуду старейший лоа Великий змей, начало и конец всех вещей, бог неба. Считается творцом всего живого. Веве Дамбалы представляет собой две змеи, что заметно выделяется на фоне других эмблем.

## Семья
Он является как членом семьи Рада, так и её главой (Лоа-расин). В Новом Орлеане и на Гаити он изображается как змей и традиционно отождествляется со змеями. Дамбала является отцом всех лоа, а все Духи являются его воплощениями. Согласно вудуистскому мифу о творении, Данбала создал все воды Земли. Движение его семи тысяч колец образовало горы и долины Земли, а также звёзды и планеты неба. Данбала выплавил металлы и послал на Землю стрелы-молнии, от ударов которых возникли священные камни и скалы. Когда Данбала сбросил свою кожу под солнцем, излив при этом воды на Землю, солнце засияло в воде и создало Айда-Ведо (Радугу). Дамбала полюбил Радугу за её красоту и сделал её своей женой. Дамбала также женат на Эрзули Фреда.

## Символика
Символами Дамбалы на алтаре являются белая ткань, совы, кости, слоновая кость, хлопок и хамелеоны. Как лоа народа Рада, Дамбала ассоциируется с белым цветом, который является его особым цветом. Его день недели — четверг.
Некоторые из ритуальных песен рассказывают, как Дамбала перевёз души предков на Гвинею. Традиционное жертвоприношение представляет собой яйцо на горке из муки или соли, так как он любит всё белое. Toni Costonie, ссылаясь на жрицу Miriam Chamani, рекомендует также холодную воду, молоко, кокосовые орехи и кокосовое молоко, мёд, масло дерева Ши, рис, лёгкие сигары, хлеб и печенье. Некоторые ублажают Дамбалу анисовой настойкой и кукурузным сиропом, в то время как орехи Колы также допустимы. Традиционно запрещается (табу) подносить алкоголь и табак в любой форме.

## Сфера влияния
Дамбала управляет разумом, интеллектом и космическим равновесием. Он также покровительствует инвалидам, калекам, альбиносам и маленьким детям. Когда Дамбала является, то не разговаривает а шипит, подобно змее в ритуале Рада. Он имеет много ипостасей, одной из которых является Damballah la Flambeau, где он появляется в виде огня и чистой активной энергии.

## Имена
Также у Дамбала есть такие имена, как Дамбалла Веддо (сын Одана Ведо), Данбала, Данбала Ведо, Дамбалла Веддо, Обатала. В знак уважения его также называют, как «Папа Дамбалла».

## Упоминания в культуре
Ему поклонялись адепты вуду в историях «Голуби преисподней» и «Чёрный Ханаан» из цикла «Сверхъестественный юго-запад» писателя Роберта Говарда.
«Сердце Дамбаллы» — амулет, который упоминается в двух фильмах серии «Детские игры»: «Невеста Чаки» и «Потомство Чаки».
Музыкант Exuma записал песню «Дамбала» для альбома «Exuma I» в 1970 году. Также эта песня была записана Ниной Симон.
В 1976 году в США вышел малобюджетный фильм ужасов «Склеп тёмных секретов» о Дамбале.
Дамбала также упоминается в фильме «Дом ужасов доктора Террора».
Песня с аналогичным названием была исполнена впервые в известной греческой рок-опере «Демоны» Никоса Карвеласа с участием Анны Висси, которая отыграла два сезона в 1991 году. Спустя 22 года, в 2013 году, показ оперы был возобновлён и поставил рекорд по продажам — 1000 билетов в день.
В Компьютерной игре «Gabriel Knight: Sins of the Fathers» антагонисты поклоняются Дамбалле и Огуну Бадагрису. Одна из загадок включает реконструирование веве для установления их имён. Часто встречается змеиная символика. Двое второстепенных персонажей умирают на полуслове, и эти сцены перекликаются со смертью служителя Дамбаллы из «Голубей преисподней» Говарда.
Змеиному богу Дамбалле посвящена одна из глав в бестселлере Нила Геймана «Американские боги» (глава «Прибытие в Америку. 1778» в 2 части "Я Айнсель). Нил Гейман показывает Дамбалла Ведо в облике чёрного полоза, а также описывает несколько вуду-ритуалов поклонения этому богу.
В фильме "Детские игры" 1998 года умирающий преступник обращаясь к Дамбале заклинает отдать его души кукле "Чаки", чтобы наделить её жизнью.